# 根田あつひろ
根田 あつひろ（こんだ あつひろ、1977年4月16日 - ）は、日本の元俳優。近畿大学文芸学部芸術学科卒業。キューブに所属していた。旧芸名は根田 淳弘（読み同じ）。

## 来歴
1998年、第11回「ジュノン・スーパーボーイ・コンテスト」審査員特別賞受賞。
2015年11月22日放送の『新婚さんいらっしゃい!』（ABCテレビ）に妻と出演。その際、芸能活動は既に辞めており、現在は、東京都内のバー勤務であることを明かしている。

## 出演

### ドラマ
- 地を這う虫（NHK衛星第2、1999年）
- 池袋ウエストゲートパーク（TBS、2000年）
- イマジン（フジテレビ、2000年）
- フレーフレー人生!（日本テレビ、2001年）
- 夢のカリフォルニア（TBS、2002年）
- ごくせん（日本テレビ、2002年）
- 霊感バスガイド事件簿（テレビ朝日、2004年）第1話のみ
- プリマダム（日本テレビ、2006年）
- たったひとつの恋（日本テレビ、2006年）
- 警視庁捜査一課9係（テレビ朝日、2007年）最終回のみ

### 映画
- 狗神（監督・脚本：原田眞人、2001年）
- ここに、幸あり(けんもち聡監督、2003年）
- 歌謡曲だよ、人生は 第2話「これが青春だ」（七字幸久監督）

### バラエティ
- Dのゲキジョー（フジテレビ、2005年）

### CM
- ライオン「NEWソフトインワン」
- NTT DoCoMo 東海
- マンパワー・ジャパン エレベーター編

### 舞台
- OMS Campus cup9×3=8公演「ともだちが来た」
- 21世紀グリム2「あの川を渡ろう」
- 21世紀グリム3「あらたま」
- ミュージカル「天使は瞳を閉じて」
- リンダリンダ
- デス電所「夕景殺伐メロウ」
- デス電所「輪廻は斬りつける（再）」